# Chichontepec
Der Chichontepec, Volcán de San Vicente oder Las Chiches ist der zweithöchste Vulkan in El Salvador. Er befindet sich in den Municipios Guadalupe y Tepetitán im Departamento San Vicente sowie in den Municipios San Juan Nonualco und Zacatecoluca im Departamento La Paz, etwa 60 Kilometer östlich von San Salvador.
Er ist ein Schichtvulkan. Auf Nahuat bedeutet Chichotepec "Berg der zwei Busen". Die beiden Gipfel sind 2173 und 2083 Meter über dem Meeresspiegel. Er ist kegelförmig mit einem nach Osten geöffneten Krater. Auf der Südseite des Vulkans befinden sich Thermalquellen mit der Bezeichnung Infiernillos, welche schwefeligen Dampf emittieren. In Richtung Norden erstreckt sich vom Vulkan das Tal des Río Jiboa, eines der ertragreichsten landwirtschaftlichen Gebiete von El Salvador.